# Karl Marlantes

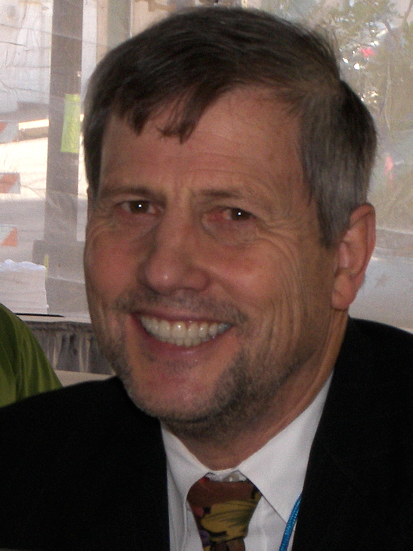
Karl Marlantes (2010)

Karl Marlantes (* 24. Dezember 1944 in Astoria, Oregon USA) ist ein US-amerikanischer Kriegsveteran, Geschäftsmann und Autor.

## Leben
Marlantes wuchs in Seaside, Oregon, auf, wo sein Vater Schulleiter seiner High School war. Er war aktiv in der Footballmannschaft und in der Schülervertretung. Aufgrund seiner schulischen Leistungen qualifizierte er sich für das National Merit Scholarship Program. Sein Stipendium erlaubte ihm 1967 an der Yale University in New Haven, Connecticut am Jonathan Edwards College Wirtschaftswissenschaften zu studieren. Dort spielte er als Stürmer in der Yale Rugby Mannschaft und wurde Mitglied der Studentenverbindung Beta Theta Pi. Bei Yale machte er einen Bachelorabschluss (BA). 
Mit einem Rhodes-Stipendium setzte Marlantes seine Studien am University College in Oxford fort. Nach einem Semester brach er dort das Studium ab und ging 1968 freiwillig zum United States Marine Corps. Während seines Einsatzes im Vietnamkrieg wurde er ausgezeichnet mit dem Navy Cross, dem Bronze Star, zwei Navy Commendation Medals für Tapferkeit, zweimal dem Verwundetenabzeichen Purple Heart und zehnmal der Air Medal. Nach seinem Kampfeinsatz in Vietnam arbeitete er noch ein Jahr lang im Hauptquartier des US-Marine Korps. 1970 wurde er aus dem Marine Corps entlassen. Er ist seitdem in Behandlung wegen einer Posttraumatischen Belastungsstörung, die auch der Grund für die Scheidung von seiner ersten Frau ist, mit der er vier Kinder hat.
Marlantes ging nach Oxford zurück und schloss das Studium mit dem Magisterexamen ab. Er lebt heute in Waterville im Bundesstaat Washington und arbeitet als Firmenberater im Ausland. Er veröffentlichte in den letzten Jahren ein Buch über den Vietnamkrieg, das seit Erscheinen mehrfach preisgekrönt wurde. Ein weiteres Buch schilderte das Leben von Soldaten, die aus dem Militärdienst in das zivile Leben zurückkehrten.
2011 erhielt er den W.Y. Boyd Literary Award for Excellence in Military Fiction sowie den Colby Award und den James Fenimore Cooper Prize für Matterhorn.

## Veröffentlichungen
- Matterhorn: A novel of the Vietnam War. Atlantic Monthly Press, 2010, ISBN 978-0-802119285.
  - deutsch von Nikolaus Stingl: Matterhorn, Roman. Arche Verlag, Zürich/Hamburg 2012, ISBN 978-3-7160-2662-5.[1]
- What It Is Like to Go to War. Atlantic Monthly Press, 2011, ISBN 978-0-802119926.
  - Was es heißt, in den Krieg zu ziehen, Arche Verlag, Zürich 2013, ISBN 978-3-7160-2698-4.